# Élections générales espagnoles de novembre 2019 dans les îles Canaries
Les élections générales espagnoles de novembre 2019 (en espagnol : Elecciones generales de España de noviembre de 2019) se tiennent le dimanche 10 novembre 2019 afin d'élire les 350 députés et 208 des 266 sénateurs de la XIVe législature des Cortes Generales. 15 députés sont élus dans les îles Canaries.

## Résultats
| Parti                  | Parti                                                   | Voix      | %     | +/-  | Sièges | +/-           |  |
| ---------------------- | ------------------------------------------------------- | --------- | ----- | ---- | ------ | ------------- |  |
|                        | Parti socialiste ouvrier espagnol (PSOE)                | 273 596   | 28,88 | 1,05 | 5      | en stagnation |  |
|                        | Parti populaire (PP)                                    | 196 809   | 20,77 | 5,24 | 4      | 1             |  |
|                        | Unidas Podemos (UP)                                     | 139 261   | 14,70 | 1,02 | 2      | 1             |  |
|                        | Accord d'unité nationaliste (CCa-NCa)                   | 124 289   | 13,12 | 0,15 | 2      | en stagnation |  |
|                        | Vox                                                     | 118 006   | 12,45 | 5,89 | 2      | 2             |  |
|                        | Ciudadanos (Cs)                                         | 50 997    | 5,38  | 9,29 | 0      | 2             |  |
|                        | Más País                                                | 14 972    | 1,58  | Nv.  | 0      | en stagnation |  |
|                        | Parti animaliste contre la maltraitance animale (PACMA) | 11 946    | 1,26  | 0,42 | 0      | en stagnation |  |
|                        | Les Verts (Verdes)                                      | 3 186     | 0,34  | Abs. | 0      | en stagnation |  |
|                        | Canaries maintenant (ANC-UdP)                           | 2 032     | 0,21  | 0,08 | 0      | en stagnation |  |
|                        | Parti communiste du peuple canarien (PCPC)              | 1 192     | 0,13  | 0,01 | 0      | en stagnation |  |
|                        | Recortes Cero-Grupo Verde (RC-GV)                       | 994       | 0,10  | 0,15 | 0      | en stagnation |  |
|                        | Autres partis                                           | 2 872     | 0,30  | -    | 0      | -             |  |
|                        | Vote blanc                                              | 7 355     | 0,78  | 0,06 |        |               |  |
|                        |                                                         |           |       |      |        |               |  |
| Suffrages exprimés     | Suffrages exprimés                                      | 947 507   | 98,87 |      |        |               |  |
| Votes nuls             | Votes nuls                                              | 9 869     | 1,03  |      |        |               |  |
| Total                  | Total                                                   | 957 376   | 100   | -    | 15     | en stagnation |  |
| Abstention             | Abstention                                              | 769 490   | 44,56 |      |        |               |  |
| Inscrits/Participation | Inscrits/Participation                                  | 1 726 866 | 55,44 |      |        |               |  |

### Résultats par provinces

#### Las Palmas
| Parti                  | Parti                                                   | Voix    | %     | +/-           | Sièges | +/-           |  |
| ---------------------- | ------------------------------------------------------- | ------- | ----- | ------------- | ------ | ------------- |  |
|                        | Parti socialiste ouvrier espagnol (PSOE)                | 141 078 | 29,15 | 0,83          | 3      | en stagnation |  |
|                        | Parti populaire (PP)                                    | 103 375 | 21,36 | 5,16          | 2      | en stagnation |  |
|                        | Unidas Podemos (UP)                                     | 74 648  | 15,43 | 1,31          | 1      | 1             |  |
|                        | Vox                                                     | 64 515  | 13,33 | 6,32          | 1      | 1             |  |
|                        | Accord d'unité nationaliste (CCa-NCa)                   | 48 028  | 9,92  | 3,12          | 1      | 1             |  |
|                        | Ciudadanos (Cs)                                         | 28 018  | 5,79  | 9,62          | 0      | 1             |  |
|                        | Más País                                                | 8 389   | 1,73  | Nv.           | 0      | en stagnation |  |
|                        | Parti animaliste contre la maltraitance animale (PACMA) | 5 796   | 1,20  | 0,39          | 0      | en stagnation |  |
|                        | Les Verts (Verdes)                                      | 1 864   | 0,39  | Abs.          | 0      | en stagnation |  |
|                        | Canaries maintenant (AC)                                | 1 110   | 0,23  | en stagnation | 0      | en stagnation |  |
|                        | Parti communiste du peuple canarien (PCPC)              | 728     | 0,15  | en stagnation | 0      | en stagnation |  |
|                        | Parti social-démocrate des retraités européens (PDSJE)  | 713     | 0,15  | Nv.           | 0      | en stagnation |  |
|                        | Pour un monde + juste (PUM+J)                           | 552     | 0,11  | 0,04          | 0      | en stagnation |  |
|                        | Recortes Cero-Grupo Verde (RC-GV)                       | 505     | 0,10  | 0,16          | 0      | en stagnation |  |
|                        | Autres partis                                           | 634     | 0,13  | -             | 0      | -             |  |
|                        | Vote blanc                                              | 3 975   | 0,82  | 0,04          |        |               |  |
|                        |                                                         |         |       |               |        |               |  |
| Suffrages exprimés     | Suffrages exprimés                                      | 483 928 | 98,89 |               |        |               |  |
| Votes nuls             | Votes nuls                                              | 5 426   | 1,11  |               |        |               |  |
| Total                  | Total                                                   | 489 354 | 100   | -             | 8      | en stagnation |  |
| Abstention             | Abstention                                              | 382 374 | 43,86 |               |        |               |  |
| Inscrits/Participation | Inscrits/Participation                                  | 871 728 | 56,14 |               |        |               |  |

#### Santa Cruz de Tenerife
| Parti                  | Parti                                                   | Voix    | %     | +/-  | Sièges | +/-           |  |
| ---------------------- | ------------------------------------------------------- | ------- | ----- | ---- | ------ | ------------- |  |
|                        | Parti socialiste ouvrier espagnol (PSOE)                | 132 518 | 28,59 | 1,26 | 2      | en stagnation |  |
|                        | Parti populaire (PP)                                    | 93 434  | 20,15 | 5,34 | 2      | 1             |  |
|                        | Accord d'unité nationaliste (CCa-NCa)                   | 76 261  | 16,45 | 3,46 | 1      | 1             |  |
|                        | Unidas Podemos (UP)                                     | 64 613  | 13,94 | 0,72 | 1      | en stagnation |  |
|                        | Vox                                                     | 53 491  | 11,54 | 5,46 | 1      | 1             |  |
|                        | Ciudadanos (Cs)                                         | 22 979  | 4,96  | 8,92 | 0      | 1             |  |
|                        | Más País                                                | 6 583   | 1,42  | Nv.  | 0      | en stagnation |  |
|                        | Parti animaliste contre la maltraitance animale (PACMA) | 6 150   | 1,33  | 0,44 | 0      | en stagnation |  |
|                        | Les Verts (Verdes)                                      | 1 322   | 0,29  | Abs. | 0      | en stagnation |  |
|                        | Canaries maintenant (AC)                                | 922     | 0,20  | 0,14 | 0      | en stagnation |  |
|                        | Recortes Cero-Grupo Verde (RC-GV)                       | 489     | 0,11  | 0,12 | 0      | en stagnation |  |
|                        | Parti communiste du peuple canarien (PCPC)              | 464     | 0,10  | 0,03 | 0      | en stagnation |  |
|                        | Autres partis                                           | 973     | 0,21  | -    | 0      | -             |  |
|                        | Vote blanc                                              | 3 380   | 0,73  | 0,08 |        |               |  |
|                        |                                                         |         |       |      |        |               |  |
| Suffrages exprimés     | Suffrages exprimés                                      | 463 579 | 99,05 |      |        |               |  |
| Votes nuls             | Votes nuls                                              | 4 443   | 0,95  |      |        |               |  |
| Total                  | Total                                                   | 468 022 | 100   | -    | 7      | en stagnation |  |
| Abstention             | Abstention                                              | 387 116 | 45,27 |      |        |               |  |
| Inscrits/Participation | Inscrits/Participation                                  | 855 138 | 54,73 |      |        |               |  |